# 佐藤健悦
佐藤 健悦（さとう けんえつ）は、日本の漫画家。

## 概要
2001年、週刊少年チャンピオン月例フレッシュマンガ賞11月期にて『魔弾』でフレッシュ賞を受賞。翌2002年、同誌同賞7月期にて『鬼童』で特別奨励賞を受賞。
2003年、第61回週刊少年チャンピオン新人まんが賞にて『ローデッド・フィクション』で特別奨励賞を受賞、翌2004年13号にて同作の掲載によりデビュー。
舞-HiMEプロジェクト第1弾となる『舞-HiME』のコミック版および第2弾となる『舞-乙HiME』のコミック版を連載。

## 作品リスト
- 『舞-HiME』秋田書店〈少年チャンピオン・コミックス〉全5巻（『週刊少年チャンピオン』2004年38号 - 2005年32号）
- 『舞-乙HiME』秋田書店〈少年チャンピオン・コミックス〉全5巻（『週刊少年チャンピオン』2005年36・37合併号 - 2006年31号）
- 『舞-乙HiME嵐』秋田書店〈少年チャンピオン・コミックス〉全1巻（『週刊少年チャンピオン』2007年18号 - 25号）
- 『聖痕のクェイサー』[5] 秋田書店〈チャンピオンREDコミックス〉全24巻（原作：吉野弘幸、『チャンピオンRED』2006年10月号 - 2016年9月号）
- 『VITAセクスアリス』秋田書店〈チャンピオンREDコミックス〉全6巻（『チャンピオンRED いちご』2007年3号 - 2013年38号）
- 『大日本サムライガール』秋田書店〈チャンピオンREDコミックス〉既刊2巻（原作：至道流星、『チャンピオンRED いちご』2014年Vol.42 - 45、『チャンピオンクロス』2014年12月16日 - 2016年11月8日）
- 乙女とちぎり（『チャンピオンRED』2016年10月号 - 2016年12月号）
- 『神呪のネクタール』秋田書店〈チャンピオンREDコミックス〉既刊19巻（原作：吉野弘幸、『チャンピオンRED』2017年1月号 - 連載中）
- 『異世界NTR 〜親友のオンナを最強スキルで堕とす方法〜』秋田書店〈ヤングチャンピオン・コミックス〉既刊7巻（原作：五里蘭堂、『どこでもヤングチャンピオン』2020年2月号 - 2022年1月号 ⇒ 『ヤングチャンピオン烈』2022年No.2 - 連載中）